# Ленин Морено
Ленин Болтаире Морено Гарсес (шп. Lenín Boltaire Moreno Garcés; Нуево Рокафуерте, 19. март 1953) еквадорски је политичар и бивши председник Еквадора од 2017. до 2021. године. Био је потпредседник од 2007. до 2013. године.
Морено је упуцан 1998. године у покушају пљачке, а од тада користи инвалидска колица. Због свог залагања за особе са инвалидитетом, номинован је за Нобелову награду за мир 2012. Према Њујорк тајмсу, када је преузео функцију 24. маја 2017. године, Морено је постао једини шеф државе на свету који је користио инвалидска колица.